# Bulbostylis afromicrocephala
Bulbostylis afromicrocephala är en halvgräsart som beskrevs av Kaare Arnstein Lye. Bulbostylis afromicrocephala ingår i släktet Bulbostylis och familjen halvgräs. Inga underarter finns listade i Catalogue of Life.